# Landschaftsschutzgebiet Teutoburger Wald mit Brackweder Osning und Obere Senne mit Wistinghauser-, Haustenbecker- und Augustdorfer Senne und Ausläufern der Stukenbroker Lehmplatten

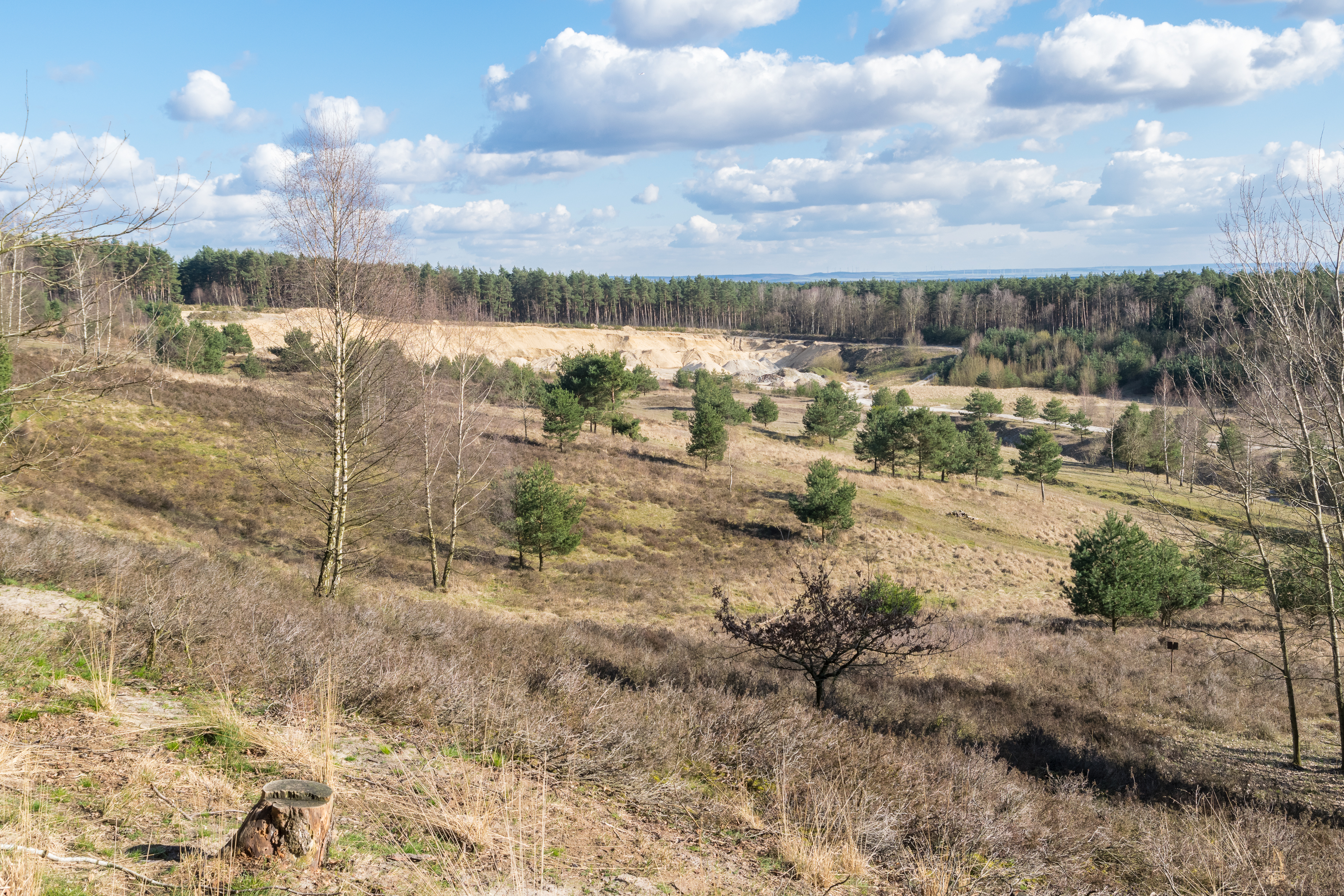
Das Landschaftsschutzgebiet im Stadtgebiet von Oerlinghausen

Das Landschaftsschutzgebiet Teutoburger Wald mit Brackweder Osning und Obere Senne mit Wistinghauser-, Haustenbecker- und Augustdorfer Senne und Ausläufern der Stukenbroker Lehmplatten mit etwa 1399 ha Flächengröße liegt auf den Gebieten von Oerlinghausen, Augustdorf und Schlangen. Es wurde 1990 mit dem Landschaftsplan Detmold durch den Kreistag des Kreises Lippe als Landschaftsschutzgebiet (LSG) ausgewiesen. Das LSG bestand bei Ausweisung aus 20 unterschiedlich großen Teilflächen.

## Beschreibung

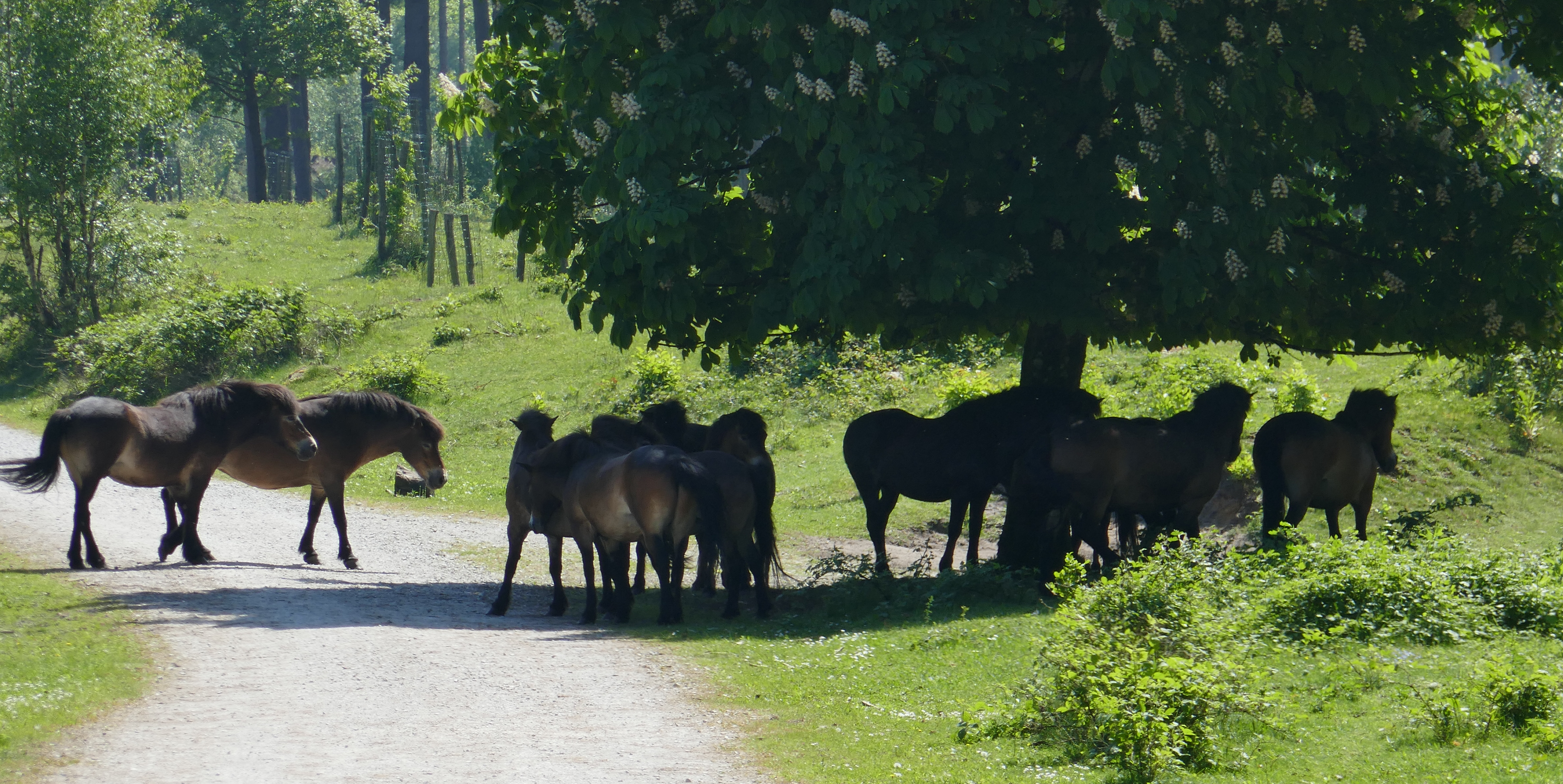
Exmoor-Ponys in der Wistinghauser Senne

Das LSG umfasst Bereiche der Senne außerhalb von bebauten Bereichen und anderen Schutzgebieten. Im Schutzgebiet liegen hauptsächlich Wälder und Grünland. Auch Heidebereiche und Gewässer liegen im LSG.

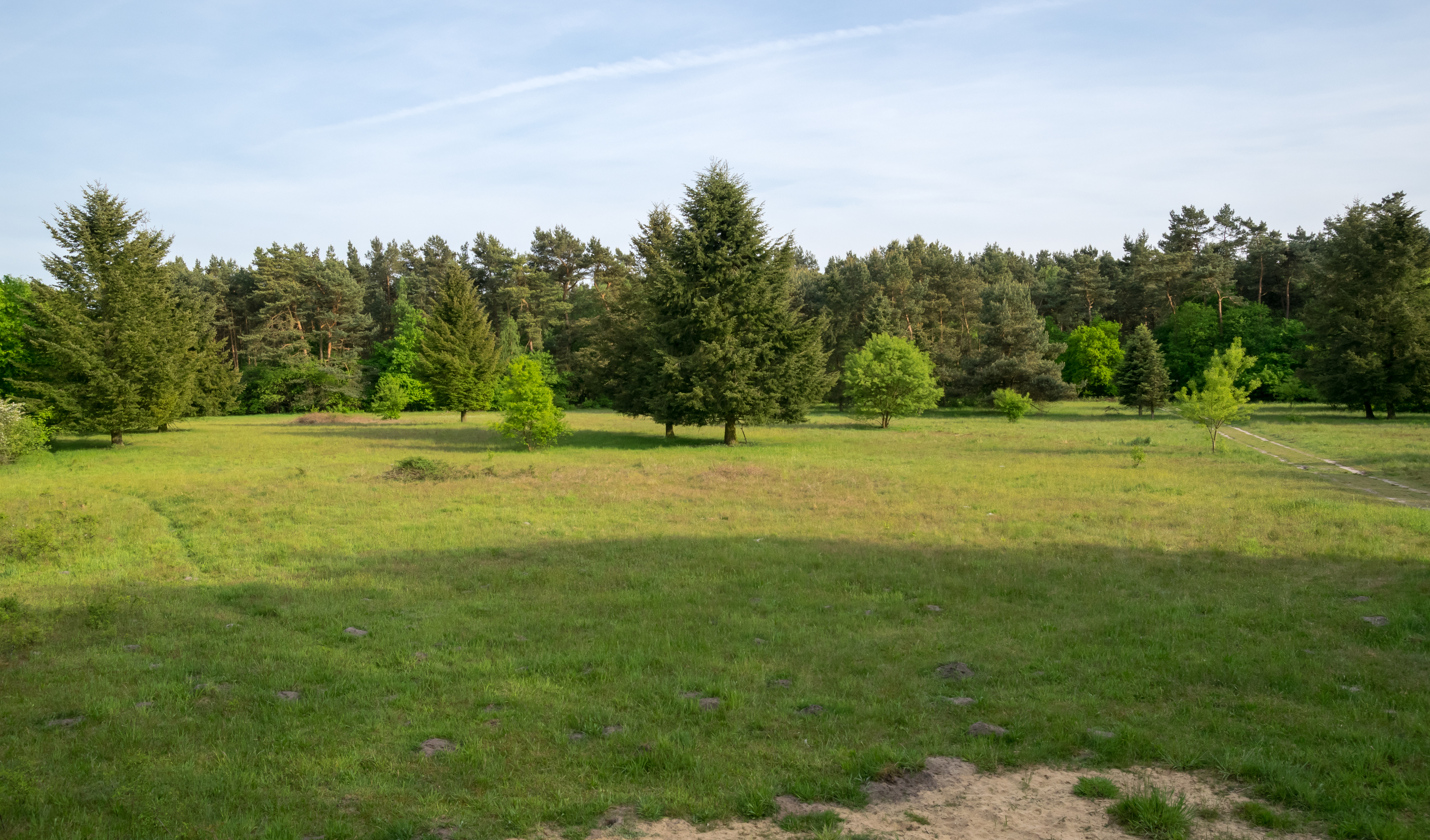
LSG im Gebiet von Augustdorf

Im Landschaftsschutzgebiet wurde von 2008 bis 2020 das Naturschutzgroßprojekt Senne und Teutoburger Wald durchgeführt. Kernelement des Projektes ist die Beweidung von Waldflächen in der Wistinghauser Senne im Gebiet von Oerlinghausen und im Augustdorfer Dünenfeld im Gebiet von Augustdorf mit Schottischen Hochlandrindern und Exmoor-Ponys. Das Naturschutzgroßprojekt wurde über das Förderprogramm Chance.Natur durch das Bundesamt für Naturschutz und dem Land Nordrhein-Westfalen mit insgesamt 11,5 Millionen Euro gefördert. Nach Ende der Förderung übernahm der Kreis Lippe das Projekt.

## Schutzzwecke für das LSG
Laut Landschaftsplan erfolgte die Ausweisung des LSG
- „zur Erhaltung und Wiederherstellung der Leistungsfähigkeit des Naturhaushaltes in einem durch Siedlung, Erholung und militärischer Nutzung stark beanspruchten und aufgrund der Folgewirkungen beeinträchtigten Raum,
- zur Sicherung des Teutoburger Waldes und der Senne als abwechslungsreichen Landschaftsräume für die Erholung,
- zur Erhaltung des für den Planungsraum typischen Landschaftsbildes mit landschaftsprägenden Dünen und Dünenfelder, Trocken- und Kastentälern und Laubwaldbeständen, der geomorphologischen Ausprägung des Teutoburger Waldes mit seinen charakteristischen artenarmen und artenreichen Buchenwäldern, den Hainsimsen-Buchenwäldern und den Buchen-Eichenwäldern, gliedernden und belebenden Elementen.“[1]

## Rechtliche Vorschriften
Im Landschaftsschutzgebiet ist unter anderem das Errichten von Bauten und Fischteichen verboten. Es ist auch verboten „Erstaufforstungen vorzunehmen oder Schmuckreisigkulturen, Weihnachtsbaumkulturen oder Baumschulen anzulegen.“